# HellermannTyton
HellermannTyton is een Britse geregistreerde onderneming met gelieerde ondernemingen in 37 landen, die producten levert voor het bundelen, bevestigen, coderen en beschermen van kabels en hun bijbehorende componenten. De onderneming heeft 15 productielocaties en wereldwijd meer dan 4000 mensen in dienst.
Het bedrijf was een aan de Londense beurs genoteerde onderneming tot het in december 2015 werd gekocht door Delphi Automotive. In oktober 2016 werd Steve Salmon als CEO opgevolgd door Hans-Christian Niemann.
Het Nederlandse verkoopkantoor staat sinds 1 juli 2017 onder leiding van een nieuwe directie. Stephan Jungermann droeg de leiding over aan Paul Baars en Rik Vroege.

## Geschiedenis
De onderneming werd in 1938 in Croydon door Paul Hellermann en Jack Bowthorpe opgericht als Hellermann Electric, een dochteronderneming van Goodliffe Electric Supplies. Het introduceerde in 1965 het Tyton-systeem, een methode voor kabelbundeling met een eindloze band in en richtte in 1969 Tyton Corporation in Milwaukee op. De onderneming startte in 1982 bedrijfsactiviteiten in Järfälla in Zweden, in 1986 in Hyogo in Japan en in 1998 in Wuxi en Shanghai in China.